# Klára Joklová
Klára Joklová (* 1982) je česká sociální pracovnice a manažerka, od roku 2018 ředitelka spolku Wikimedia Česká republika.

## Osobní život

### Studia
Navštěvovala Gymnázium v Havlíčkově Brodě. Po gymnáziu studovala na Filozofické fakultě Karlovy Univerzity v Praze, kde získala magisterský titul v oboru sociální politika a sociální práce.
Pochází z Havlíčkova Brodu, žije v Praze. Hovoří plynně anglicky.

## Kariéra

### Dobrovolnická činnost
V letech 2003–2005 působila jako dobrovolnice pro práci s rizikovou mládeží pro neziskovou organizaci Lata, která pomáhá dětem a mladým lidem v Praze a okolí. V letech 2007 až 2018 působila jako dobrovolník pro práci s dětmi z dětských domovů pro spolek Letní dům, který poskytuje podporu ohroženým dětem, které vyrůstají v ústavní péči a ohroženým rodinám. Od března 2020 se angažuje ve spolku Probuďme Nusle.

## Pracovní činnost
Od roku 2005 pro organizaci Lata pracovala, nejprve jako koordinátorka dobrovolníků a sociální pracovnice, později také jako výkonná a projektová manažerka. V letech 2011 až 2014 pak pracovala jako projektová manažerka a sociální pracovnice také pro spolek Letní dům, v letech 2012 až 2014 zároveň také jako kontaktní pracovnice v nízkoprahovém Klubu Beztíže specializovaném pro práci s ohroženou mládeží.
V roce 2015 začala pracovat pro Ministerstvo práce a sociálních věcí, kde působila jako koordinátorka projektu rodinných skupinových konferencí. V lednu 2016 pak nastoupila na pozici projektové metodičky a odborné garantky v systémovém projektu síťování služeb pro ohrožené rodiny a děti v ČR, v níž setrvala do února 2018. V dubnu 2016 založila Asociaci rodinných konferencí, jíž se poté stala ředitelkou, ve funkci skončila v srpnu 2019. V březnu 2018 se stala výkonnou ředitelkou spolku Wikimedia Česká republika, české pobočky Nadace Wikimedia, která má za cíl propagovat projekty nadace, z nichž celosvětově nejznámější je projekt Wikipedie. Ve funkci nahradila Petru Pejšovou. V rámci působení v Nadaci Wikimedia je také členkou řídícího výboru Wikimedia CEE Hubu s působností v oblasti lidských zdrojů, Wikimedia Europe nebo skupiny CEE Youth Group.

## Galerie

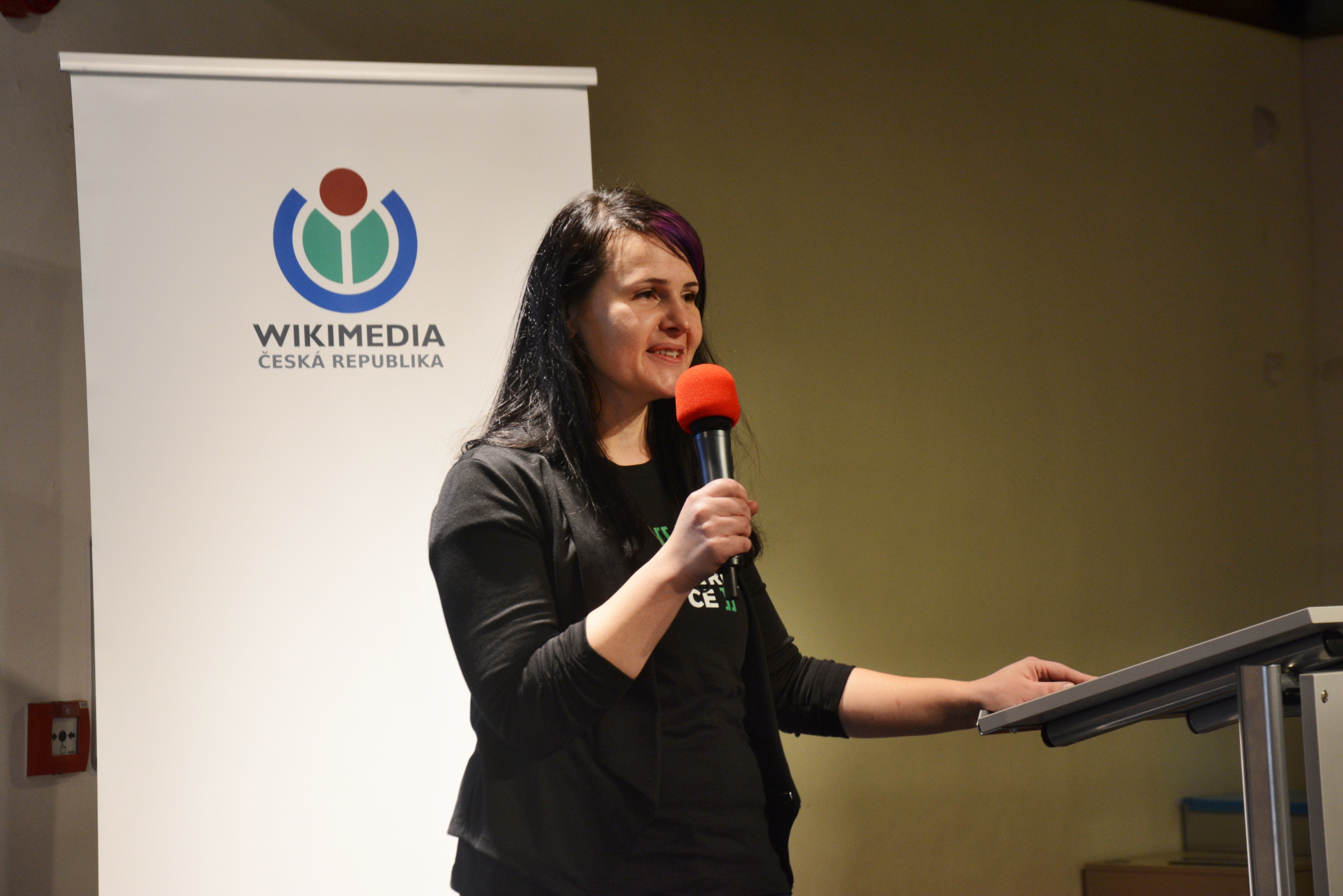
Wikikonference 2018
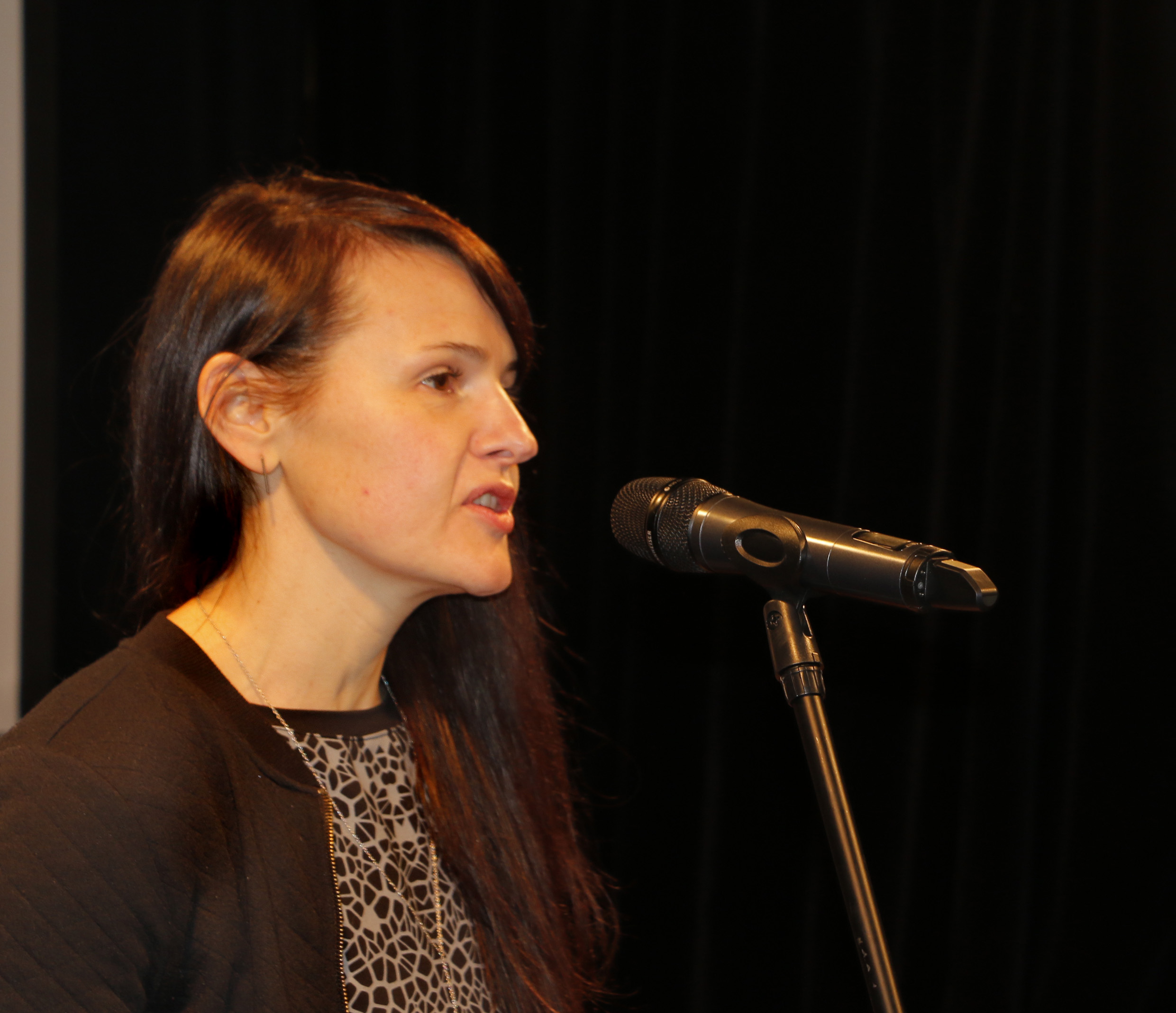
Czech Wiki Photo 2021
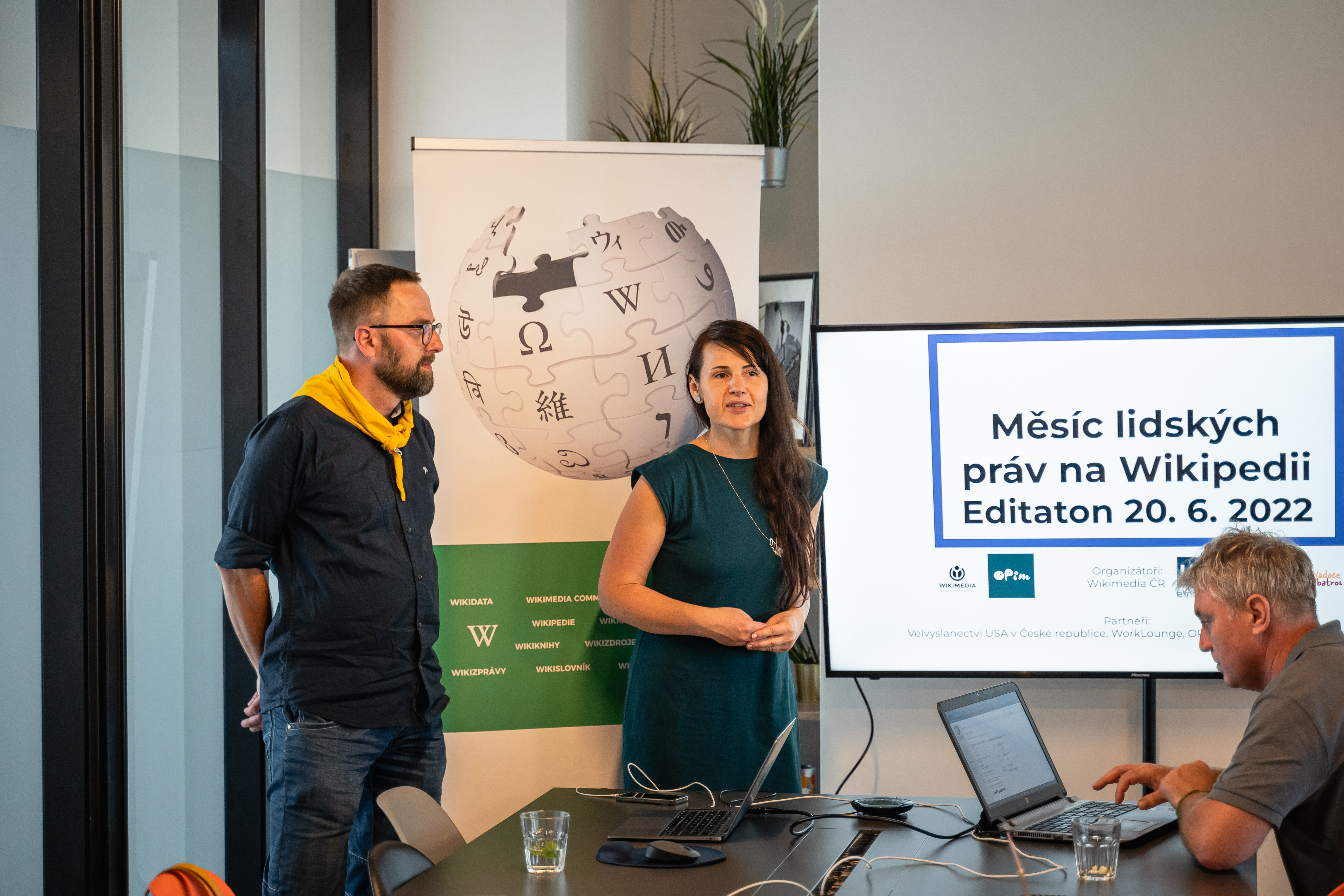
Editaton Lidská práva 2022
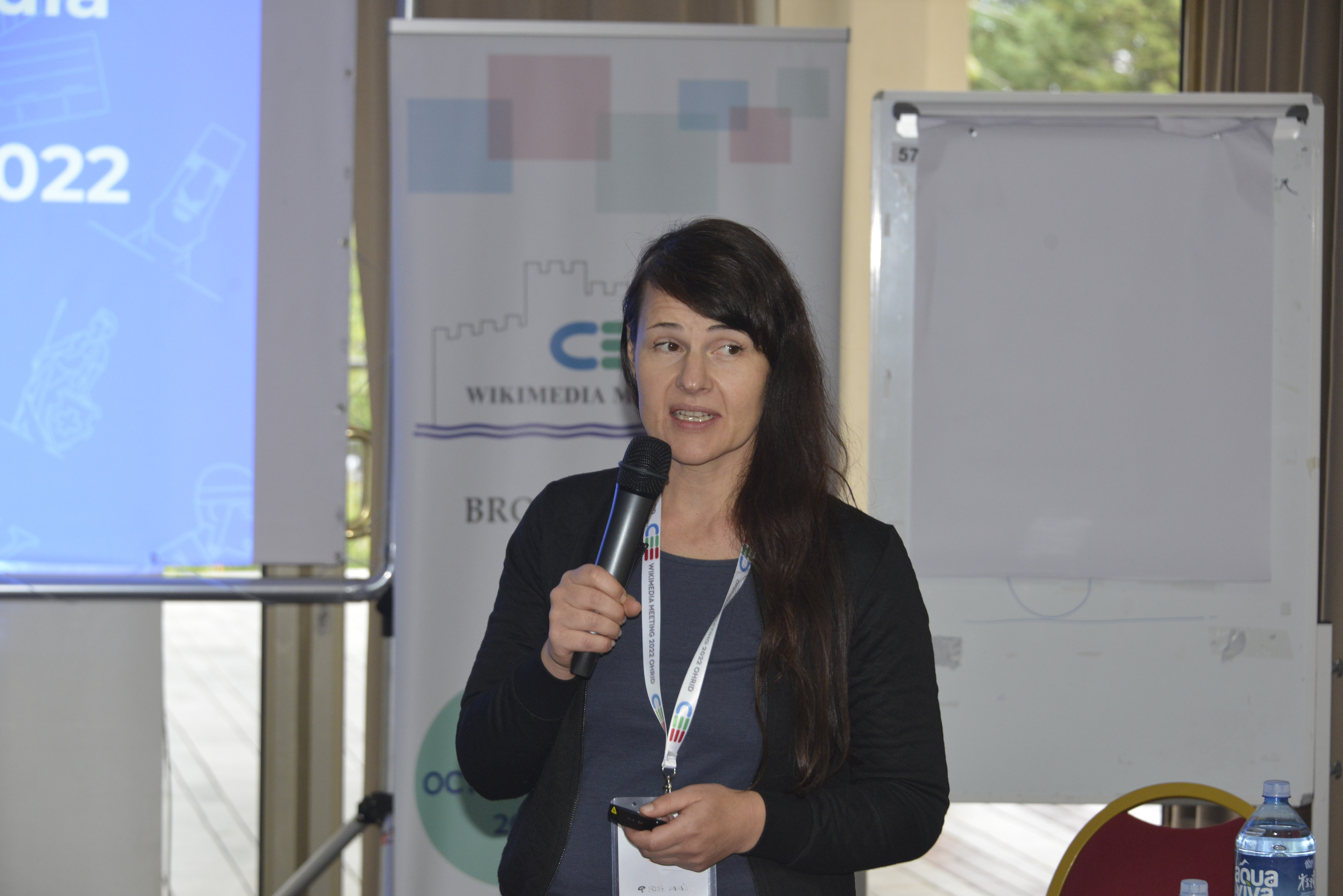
CEE Meeting 2022 v Severní Makedonii
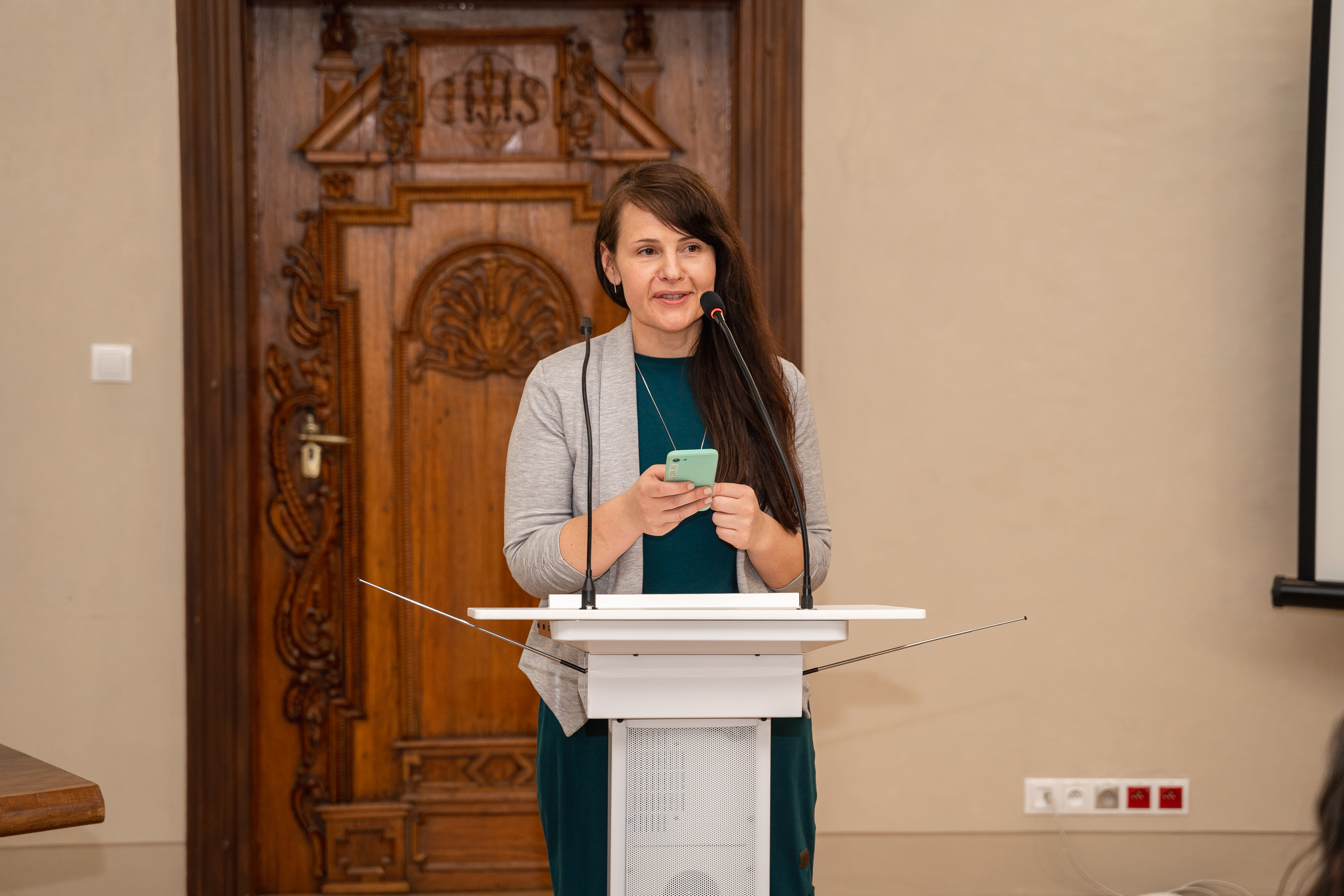
Valná hromada Wikimedia Europe 2023